# Сенегальский конституционный референдум (2001)
Конституционный референдум в Сенегале прошёл 7 января 2001 года. Избирателей спрашивали, одобряют ли они новую Конституцию. Конституция была одобрена 94% голосов избирателей.

## Конституционные изменения
Предлагаемая новая Конституция отменяла Сенат, который существовал с 1999 года и выборы в Сенат бойкотировались оппозицией, которая считала, что создание Сената было излишним. Президентский срок снижался с 7 до 5 лет.

## Результаты
| Выбор                                | Голоса    | %     |
| ------------------------------------ | --------- | ----- |
| За                                   | 1 559 432 | 94,02 |
| Против                               | 99 108    | 5,98  |
| Недействительных/пустых бюллетеней   | 26 622    | –     |
| Всего                                | 1 685 162 | 100   |
| Зарегистрированных избирателей/Явка  | 2 563 422 | 65,74 |
| Источник: African Elections Database |           |       |